# Famille Carouge
Pour les articles homonymes, voir Carouge (homonymie).
Les Carouge sont des facteurs d'orgues (père et fils) français actifs aux XVIIe et XVIIIe siècles. 

## Biographie
Jacques Carouge (1631-15 avril 1688), né à Montfort-l'Amaury, le père, a peut-être été apprenti chez Pierre Thierry, et a travaillé dans la région parisienne et sur plusieurs églises à Paris même, en Champagne (Châlons, Troyes, Reims ...) ; il fut honoré du titre de « facteur d'orgues du roi ».
Marin (ou Martin) Carouge (Montfort-l'Amaury vers 1667-Ornans 9 octobre 1735), son fils, travailla en Franche-Comté ; il était organiste à Ornans et construisit des instruments à Poligny, Champagnole, Arbois ainsi qu'à Périgueux (Cathédrale Saint-Front déplacé ensuite à l'Église Saint-Étienne-de-la-Cité).
Œuvre de Marin Carouge, le premier Grand Orgue de Saint-Front a été fabriqué de 1731 à 1733. Après avoir envisagé de le vendre à la paroisse de Commentry, l'évêché l'entrepose pendant plusieurs années dans son grenier, et le fait déplacer en 1902 à l'église Saint-Étienne-de-la-Cité où son buffet est classé au titre des monuments historiques en 1976.

Orgues faits par Marin Carouge
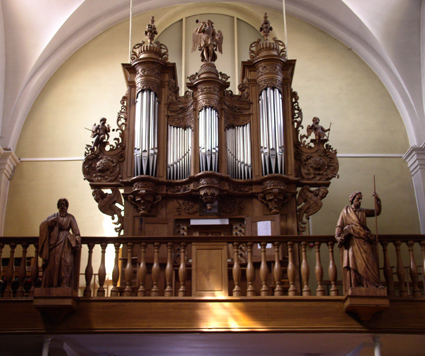
Orgue de l'Église Saint-Cyr-et-Sainte-Julitte de Champagnole
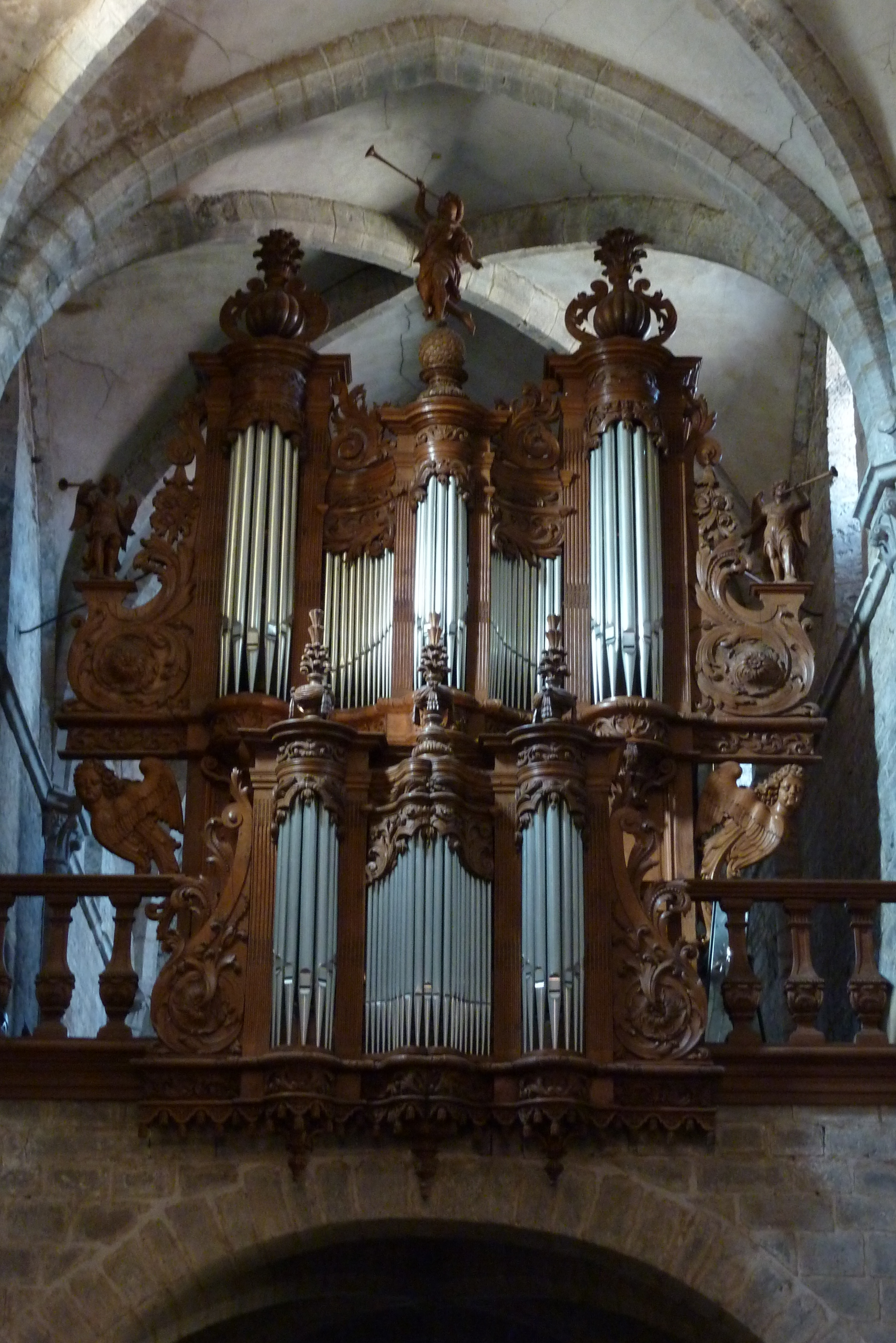
Orgue de l'Église Saint-Just d'Arbois
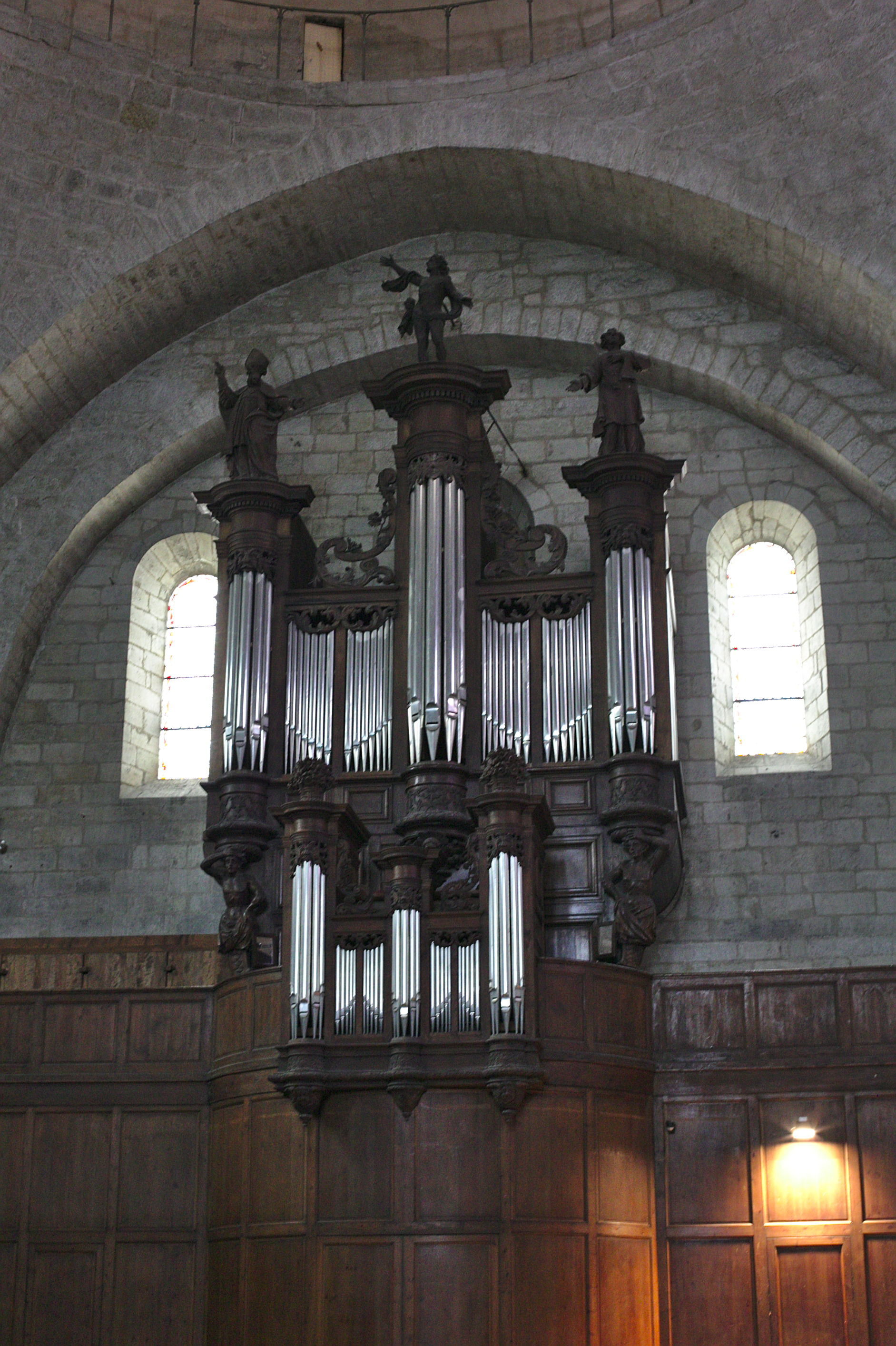
Orgue de l'Église Saint-Étienne-de-la-Cité
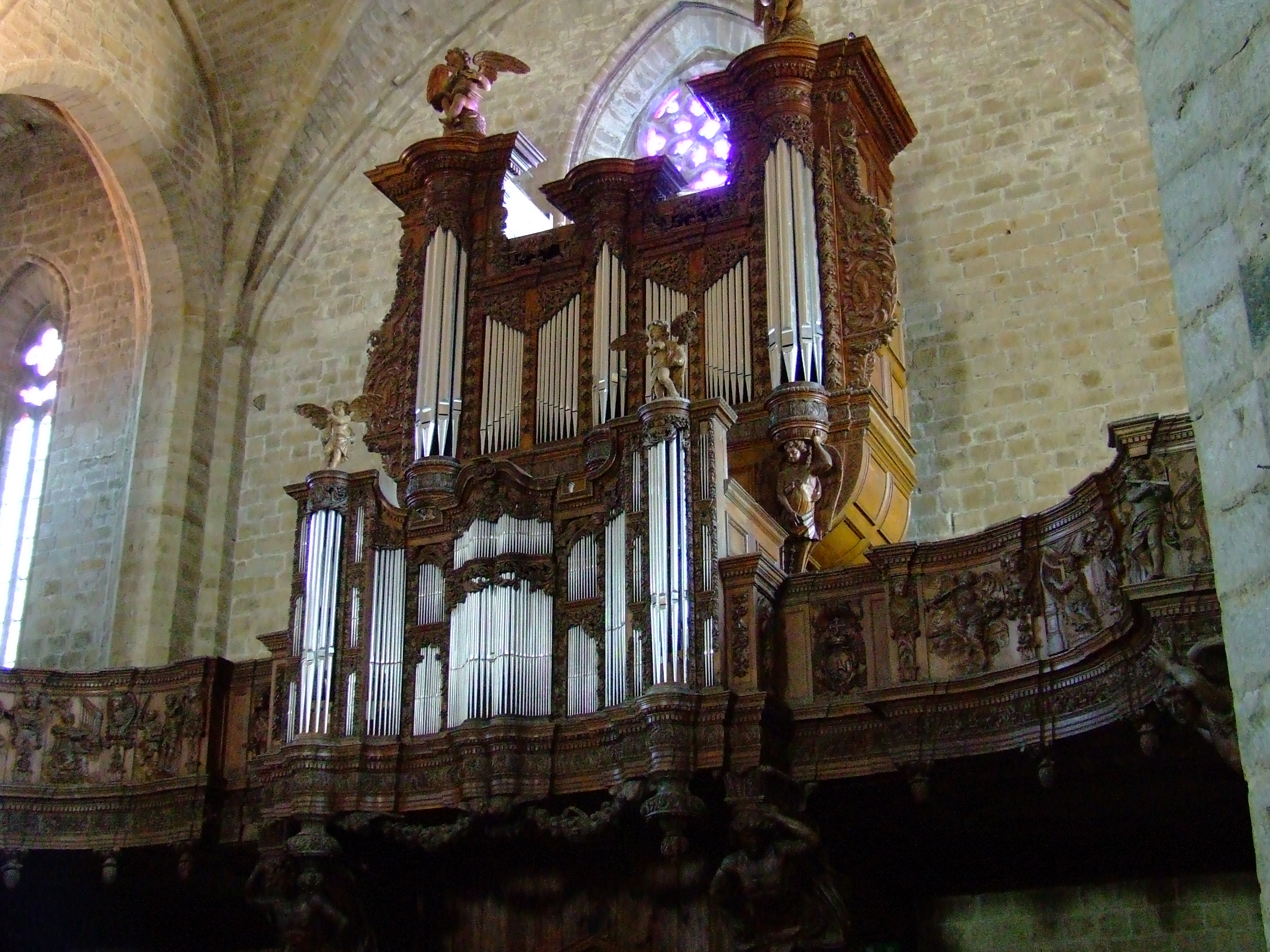
Grandes orgues de l'église abbatiale de La Chaise-Dieu restaurées en 1976 à l'initiative de György Cziffra.